# Édouard-Théophile Blanchard
Édouard-Théophile Blanchard (Parigi, 18 novembre 1844 – Parigi, 24 ottobre 1879) è stato un pittore francese.

## Biografia
Figlio dell'incisore Auguste Thomas Marie Blanchard, Édouard-Théophile Blanchard fu allievo di Alexandre Cabanel e François-Édouard Picot all'École nationale supérieure des beaux-arts. Nel 1868 vinse il Prix de Rome per il suo dipinto La morte di Astianatte e di conseguenza di trasferì in Italia, per perfezionarsi a Villa Medici di Roma tra il 1869 e il 1872.
Di ritorno a Parigi nel 1972, si distinse per i suoi nudi artistici e dipinti a carattere storico e mitologico. Espose regolarmente al Salon fino alla morte, che lo colse nel 1879. Due anni prima si era sposato con Aimée Charlotte Arnault, da cui ebbe la figlia Geneviève.

## Opere

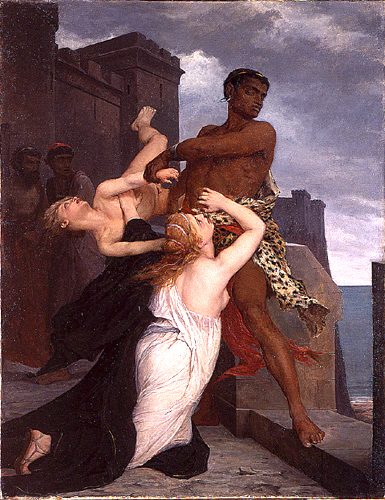
La morte di Astianatte (1968)
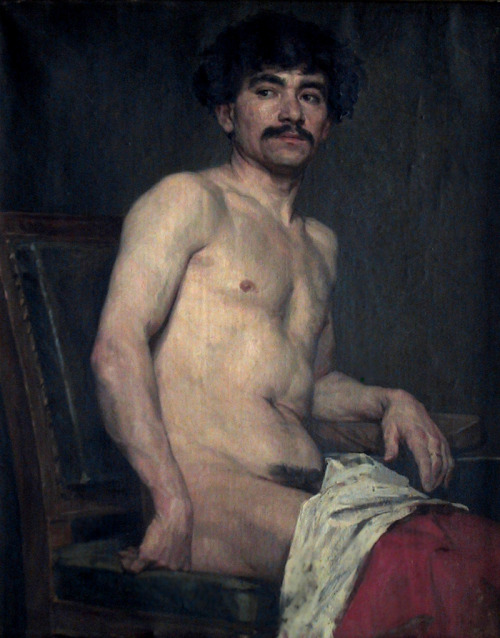
Modello seminudo (1868)
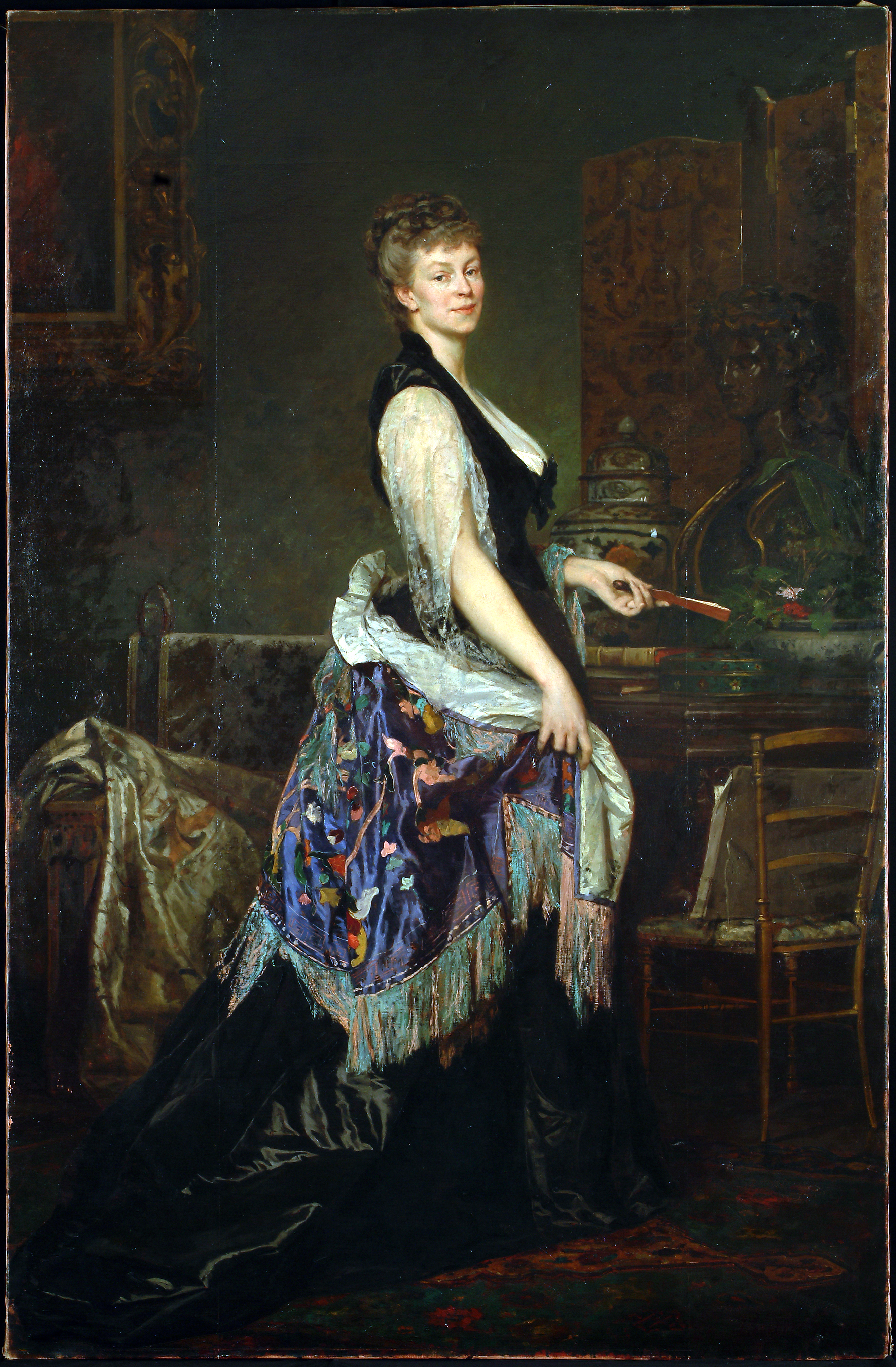
Marcello (1877)